# Маркетинг на основе баз данных
Маркетинг на основе баз данных – разновидность прямого маркетинга, использующего базы данных клиентов или потенциальных клиентов для создания персонализированных коммуникаций с целью продвижения продукта или услуги.
Различия между прямым маркетингом и маркетингом на основе баз данных заключаются в различных подходах к анализу данных. Маркетинг на основе баз данных акцентирует внимание на использовании статистических методов разработки моделей поведения клиента, что впоследствии используется в выборе клиентов для коммуникации. Как следствие, маркетологи, работающие в этой сфере, становятся активными пользователями хранилищ информации, так как наличие большего объема данных о потребителях значительно повышает вероятность создания более точной модели.
Существует два основных вида маркетинговых баз данных: 1) Клиентские базы (B2C) и 2) Корпоративные базы (B2B). Клиентскими базами пользуются компании, продающие продукт непосредственно потребителю, то есть использующие модель «Бизнес-клиент» (B2C). Корпоративные базы зачастую содержат гораздо больше информации. Причиной тому является отсутствие препятствий в виде законов о защите персональных данных, с которыми сталкиваются маркетологи при составлении клиентских баз.
База данных обычно включает в себя имя, адрес, историю операций внутренних продаж, сервисов доставки или приобретенные у других компаний списки клиентов. Источниками таких списков являются анкеты участников программ благотворительности, заявки на пробные продукты, конкурсы, гарантийные талоны, формы подписки на новости, анкеты заявлений на кредиты.
Если адресат коммуникации, возникающей в результате использований методов маркетинга на основе баз данных, не заинтересован в предоставленной информации, то такая коммуникация может рассматриваться как мусорная рассылка, то есть спам. С другой стороны, фирмы, использующие прямой маркетинг и маркетинг на основе баз данных, утверждают, что таргетивная рассылка клиентам, заинтересованным в информации о предложениях, приносит пользу как клиентам, так и самим компаниям.
Некоторые страны и организации настаивают на том, что у людей должна быть возможность препятствовать попаданию своего имени в маркетинговые базы данных, равно как и возможность удаления из них своих персональных данных.

## История
Маркетинг на основе баз данных возник в 1980 году как новая улучшенная форма прямого маркетинга. Система «традиционных списков» была автономной и бюрократичной, также списки могли содержать лишь ограниченный объем данных. Система требовала модернизации. В это время прямой маркетинг стал набирать популярность с появлением новых технологий, позволяющих регистрировать отклик клиентов, что способствовало появлению двухсторонней коммуникации, диалога с потребителем.
Роберт и Кейт Кестнбаум стали основоположниками новой формы прямого маркетинга, они получили признание благодаря разработке новой системы измерений, включающей CLV (customer lifetime value), применением финансового моделирования и эконометрики к маркетинговым стратегиям. В 1967 году они основали консалтинговую фирму Kestnbaum & Co, которая стала тренировочной площадкой для работы с базами данных для многих маркетологов, таких как Роберт Блаттберг, Рик Куртуа и Роберт Шоу. Боб Кестнбаум был включен в зал славы Direct Marketing Association в октябре 2002 года.
В 1980 году Кестнбаум в сотрудничестве с Шоу работали над созданием маркетинговых онлайн баз, что впоследствии стало поворотным моментом в истории директ-маркетинга. Шоу добавил новые инструменты в разработки Кестнбаума: телефонные продажи, автоматизация каналов продаж на местах, оптимизация коммуникационных стратегий, управление кампаниями и MRM, маркетинговая отчетность и аналитика. Впоследствии после 1990 года основные идеи этих систем были заимствованы и включены в пакеты CRM и MRM.

Первое определение термина Маркетинг на основе баз данных можно найти в книге 1988 года с одноименным названием (Database Marketing, Шоу и Стоун, 1998 год):
«Маркетинг на основе баз данных – инструмент маркетинга, который использует персонализированные адресные маркетинговые каналы (такие как почта, телефон и прямые продажи): способствует поиску целевой аудитории, стимулирует спрос, организует регистрацию и хранение электронных баз данных клиентов, предполагаемых клиентов и других коммерческих контактов, обеспечивает наиболее реалистичной информацией среди всех инструментов маркетинга»

## Развитие
Развитие маркетинга на основе баз данных происходило под влиянием назревающих проблем. Флетчер, Уилер и Райт (1991 год) разделили эти проблемы на четыре основные категории:
1. Изменение роли прямого маркетинга
  - Сдвиг к персональному маркетингу в целях достижения конкурентных преимуществ
  - Снижение эффективности традиционных медиа
  - Перенасыщенность и недальновидность существующих каналов продаж
2. Изменение структуры расходов
  - Уменьшение расходов на электронные операции
  - Увеличение расходов на маркетинг
3. Изменение технологий
  - Появление новых способов покупок и платежей
  - Развитие экономических методов разделения коммуникаций с клиентами
4. Изменения условий рынка
  - Желание измерить влияние маркетинговых достижений
  - Разделение потребительского и бизнес рынков

В 1998 году Шоу и Стоун заметили, что компании проходят через несколько эволюционных фаз развития своих маркетинговых баз данных. Они определили эти фазы следующим образом:
1. Списки
2. База покупателей
3. Координированная коммуникация с клиентом
4. Интегрированный маркетинг